# Rezolucja Rady Bezpieczeństwa ONZ nr 2703
Rezolucja Rady Bezpieczeństwa ONZ nr 2703 została przyjęta 30 października 2023 roku.
Rada przedłużyła w niej mandat Misji Narodów Zjednoczonych ds. Referendum w Saharze Zachodniej (MINURSO) do 31 października 2024 r.